# Tsuga heterophylla
Tsuga heterophylla là một loài thực vật hạt trần trong họ Thông. Loài này được (Raf.) Sarg. miêu tả khoa học đầu tiên năm 1898.